# PeopleSoft
PeopleSoft, Inc. (NASDAQ:PSFT) foi uma companhia de software que fornecia programas de gerenciamento de recursos, recursos humanos e clientes (CRM - Customer Relationship Management) para grandes empresas.
Participou de duas grandes aquisições: adquiriu a Vantive - empresa líder fornecedora de Software de CRM, e, posteriormente, a JDEdwards- empresa concorrente em softwares de gestão empresarial.
Os aplicativos Peoplesoft têm presença no Brasil, principalmente nos segmentos de ERP (Enterprise Resource Planning), CRM (Customer Relationship Management) e HRMS (Recursos Humanos), sendo o último um dos principais e mais rentáveis.
Os softwares Peoplesoft são implementados por grandes corporações da área de Consultoria como a própria Oracle, e também por consultorias brasileiras.

## Controle da Oracle
Em dezembro de 2004, Oracle Corporation anunciou ter assinado um acordo de fusão definitivo para a aquisição de PeopleSoft por aproximadamente US$ 10,3 bilhões (US$ 26,50/ação).  Em janeiro de 2005, Oracle despediu um grande número de antigos empregados de PeopleSoft.